# Въоръжени сили на Словения
Словенска войска (на словенски: Slovenska vojska, SV) е официалното наименование на въоръжените сили на Република Словения.
Техен върховен главнокомандващ е президентът на републиката, а граждански контрол се осъществява от правителството чрез Министерството на отбраната. Командващият Словенската войска е Началникът на Генералния щаб, офицер с генералско звание с 2 звезди.

## История
За разлика от съседните си страни Словения няма вековни държавнически традиции. Всъщност като държавно формирование Словения възниква едва през ХХ век. Дотогава земите представляват владение на чужда власт, основно австрийска и италианска. До разпадането на Австро-Унгария словенските земи влизат в състава на австрийската част на империята (наричана неформално Цислейтания). Но със загубата в Първата световна война Дунавската монархия е в колапс и Словения се отцепва от нея, страхувайки се от тежките най-вече икономически последици, които ще трябва да понесе, ако остане в състава на победена държава, принудена да изплаща тежки репарации. Наред с това напускане на империята би сложило край на културно-асимилационната политика на „германизация“, водена от Виена. По същите подбуди хърватите се отделят от унгарската част на империята (Транслейтания) заедно със съседните им общности от сърби в границите на Кралство Унгария. През пролетта на 1918 г. възниква Държавата на словенци, хървати и сърби, просъществувала само месец, преди да се присъедини към Кралство Сърбия, за да образува Кралството на сърби, хървати и словенци.
Държавата от самото си създаване е в конфликт със също новосъздадената Германска Австрия за Херцогство Щирия, в което живее основната част от словенците. През ноември 1918 г. майор Рудолф Майстер, бивш австрийски офицер, етнически словенец, окупира с войскова част на Кралството СХС град Марибор. След спорадични престрелки с австрийски милиции е установена съвременната граница между Австрия и Словения, която следва етническите граници между двете общности. През следващите десетилетия словенците са в Югославия.
За разлика от хърватите по време на Втората световна война са окупирана теритотия и не участват в стърудничество с германците и италианците. Основната част от Словения е под окупацията на Италианската армия от април 1941 г., когато италианската Втора армия, командвана от генерал Карло Джелозо, напада и окупира словенската територия, в това число столицата Любляна. Италианските войски жестоко се разправят със словенците, считайки ги за кръвни врагове, а италианският фашистки диктатор Бенито Мусолини прави опит за замяна на словенското население на собствената му територия с италианско от вътрешността на Италия, като от територията на Люблянска околия около 8 хил. словенци са изгонени и заселени в части на Италия. На територията на Словения са създадени италиански концентрационни лагери, където през 1941 – 1943 г. италианската армия извършва планомерен геноцид над словенците съвместно с части на италианските фашистки формирования Доброволна милиция за опазване на националната сигурност, известн още като „Черни ризи“, като са убити хиляди словенци в лагерите, а други са унищожени с глад и задушливи газове. През 1942 – 1943 г. италианските войски, командвани от генерал Марио Роата – новия командир на Втора армия, масово и жестоко потушават въстанието на словенските и хърватските области в Словения и Далмация, което спечелва прозвището „Палачите на Далмация“ на ген. Роата и подчинения му генерал Теста. След дебаркирането на съюзниците в Сицилия в Италия пада от власт фашисткият режим на Мусолини на 25 юли 1943 г., а през септември 1943 г. новото правителство на маршал Пиетро Бадолио подписва примирие със съюзниците и Италия обявява война на Германия. Мусолини обаче е спасен от германски военни части и в Северна Италия създава нова държава Италианска социална република Сало. За разлика от повечето от италианските войски (до 1943 г. окупирали повечето балкански земи в Югославия, Гърция и Албания, които преминават на страната на новото правителство на Бадолио и съюзниците) италианските части в Словения остават на страната на Мусолини и фашистката му република и след примирието. Словенците водят борба срещу германската армия и италианските фашистки поделения до 1945 г.
Социалистическа федеративна република Югославия формира 2 отделни въоръжени формирования: 
- Югославска народна армия (JNA; ЮНА) – на централно подчинение, включва сухопътни войски, ВВС и ПВО, ВМС;
- Териториална отбрана (TO) – в мирно време подчинена на правителството на съответната съюзна република, във военно време резерв на ЮНА.

Териториалната отбрана е създадена като наследник на партизаните на Тито с идеята в случай на външна агресия да води партизански бойни действия в тила на противника, отчитайки планинския труднодостъпен терен на Югославия. Организирана е на административно-териториален принцип с подразделения към общините и към големите предприятия. В резултат на декларацията за отделяне на Словения от федерацията през 1991 г., Териториалната отбрана на Социалистическа съюзна република Словения става база на въоръжените сили на новоотцепилата се държава (Teritorialna Obramba Republike Slovenije). В резултат Югославската народна армия провежда операции с цел да пресече отделянето на Словения. Срещу нея се изправят словенската Териториална отбрана и словенската полиция, но конфликтът е ограничен и краткотраен, известен като Десетдневната война, след което ЮНА се изтегля от словенската територия. През 1993 г. Териториалната отбрана на Република Словения (Teritorialna Obramba Republike Slovenije) е реорганизирана в Словенска войска (Slovenska vojska – SV).
След като окончателно става ясно, че няма да последва пълномащабен военен конфликт между новообособилата се Словения и федералното правителство в Белград, през 1993 г. младата държава реформира основно въоръжените си сили за мирно време. Запазва се териториално-мобилизационният им характер, но се изграждат на наборен принцип, като всички физически годни словенци подлежат на военна повинност след завършване на своето образование, след което се зачисляват в резерва. Така се създава Словенската войска с мирновременен състав от около 55 000 души, включително наборниците. През 1998 г. следва нова широкомащабна реформа, а в периода 2003 – 2004 г. военната повинност е отменена и армията е професионализирана на доброволен принцип. През 2015 г. е проведена нова реформа, този път предизвикана основно по икономически мотиви с оглед на влошеното финансово състояние на страната. Докато тя слабо се отразява на общата численост на военнослужещите, то по данни на правителството над половината подразделения са закрити или обединени с други, което значително намалява издръжката на щабовете. Освен това военнослужещите са преразпределени в подразделения в близост до тяхното местоживеене, което също значително съкращава транспортните и командировъчните разходи. 72-ра Бригада на сухопътните войски е реорганизирана от бригада за огнева и оперативна поддръжка в пехотна бригада, покриваща Източна Словения и идентична с 1-ва бригада, покриваща Западна Словения и която на свой ред губи статуса си на механизирано съединение. Словенските танкове М-84 са концентрирани в една танкова рота в Логистичната бригада, а новозакупените модерни финландски колесни бойни машини Patria AMV – в механизирана рота в същата бригада. Според новата модулна оперативна доктрина тези две роти ще се придават на четирите пехотни полка (по същество батальони, един от които планински) като подкрепление за изпълнение на конкретни мисии. Освен двете пехотни бригади основните подразделения на Словенската войска включват 15-и Авиационен полк, 430-и Морски дивизион, Подразделение за специални операции и Логистична бригада. Шестте резервни териториални командвания са реорганизирани в два полка (батальони), по един в 1-ва и 72-ра бригади.

## Членство в НАТО
Като съюзна република в състава на югославската федерация Словения не е била в Организацията на Варшавския договор (ОВС). СФРЮ е сред основателките и основните движещи сили в Организацията на необвързаните страни, замислена като алтернатива на междублоковото противопоставяне на капиталистическия и социалистическия лагер. С отделянето ѝ от Югославия на Словения е наложено оръжейно ембарго.
Тъй като Югославската народна армия изтегля своите подразделения, заедно с тяхното въоръжение и оборудване от територията на страната, словенската Териториална отбрана, впоследствие Словенска войска е зле въоръжена и оборудвана. Затова, когато през 1996 г. след започването на дългия и болезнен процес на омиротворяване на земите на бивша Югославия за Словения, като най-спокоен и стабилен регион на бившата федерация това ембарго е отменено, Любляна пристъпва към енергични стъпки за покриване на належащите отбранителни възможности. Основно място в тези усилия заема сделката за придобиване на БТР-и „Валук“, още повече, че тя включва лицензно производство на машините в словенско предприятие. Това е експортна версия на австрийските БТР-и „Пандур“, оптимизирана за словенските нужди. Освен тях са придобити израелски артилерийски системи, вертолети Agusta-Bell 412, италианско лицензно производство на популярните американски машини, както и ЗРК „Роланд“ втора ръка от Бундесвера и транспортни самолети Aero Vodochody L-410 Turbolet и Pilatus PC-6B Porter. За придобиване на ограничени възможности за въздушна поддръжка и въздушно разузнаване от Швейцария са закупени и 12 турбовитлови учебно-тренировъчни самолета Pilatus PC-9/M, военизирани на място с израелска помощ в лекия щурмови вариант „Худорник“. Страната взема активно участие в мироопазващите мисии в Босна и Херцеговина и Косово и в ученията по програмата „Партньорство за мир“. Словенската войска е установила партньорство за подготовка на силите с Армейската национална гвардия на щата Колорадо, САЩ.
През март 2004 г. страната се присъединява към НАТО, заедно с България. Програмата за професионализация на Войската е насочена главно за повишаване на съвместимостта ѝ с другите членки на организацията. На регионално ниво Словения си сътрудничи във военно отношение с Италия и Унгария, които освен по освен съвместни съединения със словенските сухопътни войски, осигуряват и еър полисинг („въздушна полиция“ – противовъздушна отбрана и сигурност в мирно време). СЪщо до голяма степен и въпреки териториалните спорове, Словения си ссътрудничи и с Хърватия, която няколко години след нея също се присъединява към НАТО.
Скорошни военни мисии на Словенската войска зад граница са тези в Босна и Херцеговина, Косово, Афганистан, Ирак, Чад, Ливан, Кипър и Голанските възвишения. На територията на Словения е разположен многонационален натовски учебен център за планинска подготовка и усъвършенстване (Multinational Centre of Excellence for Mountain Warfare (MN COEMW; на словенски: Večnacionalni center odličnosti za gorsko bojevanje)), в Бохиньска Бела (Bohinjska Bela).

## Организация
Словенската войска е унифицирана военна структура, което означава, че видовете въоръжени сили – армия, авиация и флот, са обединени в единна командна структура с общи свързочни и логистични подразделения. Трите основни вида въоръжени сили нямат свои отделни щабове, а оперативните им подразделения са подчинени на единен Генерален щаб, който осъществява и оперативното управление на операции чрез своя Център за съвместни операции, освен присъщите за такава структура задачи по администриране и изграждане на силите. Войсковият състав се подразделя в три категории:
- професионални военнослужещи
- резервисти по договор (служат до 30 дни в годината)
- доброволни новобранци (преминаващи основна подготовка)

## Структура
- Генерален щаб на Словенската войска

- Център за сертифициране
- Подразделение за поддръжка на щаба
- Подразделение военна полиция
- Подразделение за електронна война
- Подразделение за комуникационни и информационни системи
- Военен оркестър
- Подразделение по протокола
- Спортно подразделение

- Център за съвместни операции

- Секция за оперативно управление
- Секция за ситуационно наблюдение
- Секция за координиране на движението
- Отдел за поддръжка

- Център на военните училища

- Командно-щабно училище
- Училище за офицерски кандидати
- Училище за подофицери
- Училище за изучаване на чужди езици
- Център за специалисти
- Библиотечен и информационен център
- Секция за информационни технологии
- Военен музей

- Подразделение за специални операции

- Рота за специални операции
- Тилова рота за специални операции
- Тренировъчен център за специални операции

- 1-ва Бригада

- 10-и Пехотен полк
- 132-ри (Планински) Пехотен полк

- Многонационален център за планинска бойна подготовка и усъвършенстване

- Батальон на родовете войски

- Разузнавателна рота
- Батарея за огнева поддръжка
- Противо-танкова (ПТУРС) рота
- Лека (ПЗРК) зенитно-ракетна батарея
- Инженерна рота
- Рота за ЯХБЗ
- Рота военна полиция
- Свързочна рота

- Териториален полк

- 72-ра Бригада

- 20-и Пехотен полк
- 74-ти Пехотен полк
- Батальон на родовете войски

- Разузнавателна рота 
- Батарея за огнева поддръжка 
- Противо-танкова (ПТУРС) рота 
- Лека (ПЗРК) зенитно-ракетна батарея 
- Инженерна рота 
- Рота за ЯХБЗ 
- Рота военна полиция 
- Свързочна рота

- Териториален полк

- Логистична бригада
  - 157-и Логистичен полк

- 5th Wheeled Combat Vehicles Company
- 45th Tank Company

- 670-и Логистичен полк
- Медицинско подразделение

- 15-о Авиационно крило

- 16-и Център за контрол и наблюдение на въздушното пространство

- 152-ра Самолетна ескадрила
- 151-ва Вертолетна ескадрила
- 153-та Авиотехническа ескадрила
- 107-а Авиобаза

- Авиационно училище

- 430-и Военноморски дивизион

- Морски оперативен център
- Отряд многоцелеви кораби
- Водолазен отряд за специални операции
- Сапьорен взвод

## Военни летища
Словенската войска оперира от две авиобази, разположени на територията на цивилни летища. Основната част от авиационния компонент на Войската е разположен в летище Церклье об Крки (Letalska baza Cerklje ob Krki) край градчето Брежице (Brežice). Освен това транспортната авиация често използва главното летище на страната – международната аерогара Любляна, където за планинско търсене и спасяване постоянно дежури вертолет AB.412SP.

## Международно сътрудничество
Словения е страна членка на Организацията на Обединените нации (ООН), Европейския съюз (ЕС), Организацията на Североатлантическия договор (НАТО) и Организацията за сигурност и сътрудничество в Европа (ОССЕ).
| Настоящи мисии и операции | Локации             | Организация | Численост на контингента |
| ------------------------- | ------------------- | ----------- | ------------------------ |
| ISAF                      | Афганистан          | НАТО        | 7                        |
| Joint Enterprise          | Босна и Херцеговина | НАТО        | 4                        |
| Joint Enterprise          | БЮР Македония       | НАТО        | 1                        |
| Joint Enterprise          | Сърбия              | НАТО        | 1                        |
| KFOR                      | Косово              | НАТО        | 306                      |
| ALTHEA                    | Босна и Херцеговина | ЕС          | 9                        |
| EUTM                      | Мали                | ЕС          | 4                        |
| Operation Atalanta        | Италия              | ЕС          | 7                        |
| UNIFIL                    | Ливан               | ООН         | 14                       |
| UNTSO                     | Сирия               | ООН         | 3                        |

| Приключила мисия | Операция                      | Локация             | Организация | Численост на контингента | Период                        |
| ---------------- | ----------------------------- | ------------------- | ----------- | ------------------------ | ----------------------------- |
| ALBA             | Operation Sunrise             | Албания             | ОССЕ        | 21                       | май – юли 1997                |
| UNFICYP          | /                             | Кипър               | ООН         | 29                       | септември 1997 – юни 2001     |
| ALBA             | Operation Allied Harbour      | Албания             | НАТО        | 26                       | май – юли 1999                |
| UNMIK            | /                             | Косово              | ООН         | 1                        | октомври 1999 – декември 2001 |
| OHR              | /                             | Босна и Херцеговина | ООН         | 1                        | юли 2001 – януари 2003        |
| ?                | Operation Concordia           | БЮР Македония       | ЕС          | 1                        | март 2003                     |
| KFOR             | Operation Joint Guardian      | Косово              | НАТО        | 11                       | ноември 2003 – май 2004       |
| /                | Натовска подкрепа за Пакистан | Пакистан            | НАТО        | 2                        | ноември 2005 – януари 2006    |

| Значими международни военни учения | Локация                    | Организация               | Численост на контингента | Година |
| ---------------------------------- | -------------------------- | ------------------------- | ------------------------ | ------ |
| Cooperative Nugget 1997            | Военна база Форт Полк, САЩ | Партньорство за Мир/ НАТО |                          | 1997   |
| Cooperative Adventure Exchange '98 | Словения                   | НАТО                      |                          | 1998   |
| Cooperative Key 2002               | 2002                       |                           |                          | 2002   |
| Cunning Weasel 2002                | 2002                       |                           |                          | 2002   |
| Clever Ferret 2003                 | 2003                       |                           |                          | 2003   |
| Elite 2003                         | 2003                       |                           |                          | 2003   |